# Cristina Pozo
María Cristina Pozo Carmona (?-Coquimbo, 24 de mayo de 1993) fue una política y dirigenta social chilena, alcaldesa de Coquimbo entre 1955 y 1957, siendo la primera y única mujer en ocupar dicho cargo en la comuna.

## Biografía
Oriunda del sector El Llano de Coquimbo, sus padres fueron Antonio Pozo Larraguibel (alcalde de Coquimbo entre 1906 y 1909) y Margarita Carmona Gallo. Contrajo matrimonio con José García, con quien no tuvo hijos, sin embargo adoptaron a Margarita y Mercedes Pozo, hijas de Carlos Pozo Carmona (hermano de María Cristina).
Entre las instituciones en que Cristina Pozo desarrolló su labor social se encontraban la Cruz Roja de Coquimbo —siendo una de sus fundadoras—, el Club de Leones de Coquimbo y el Hogar de Ancianos San Vicente de Paul —del cual fue presidenta—.
Como militante del Partido Liberal, fue elegida regidora de Coquimbo en las elecciones de 1953 y reelecta en los comicios de 1956. En 1955, mediante un acuerdo político, fue elegida alcaldesa de la comuna, desempeñándose en dicho cargo hasta el 8 de julio de 1957, fecha en que presentó su renuncia y fue reemplazada por Víctor Medina Díaz. Durante su periodo como alcaldesa se gestionó la creación del Liceo Coeducacional de Coquimbo (actualmente conocido como «Liceo Diego Portales»), que fue inaugurado el 10 de abril de 1956, se iniciaron las obras para construir un nuevo quiosco en la Plaza de Armas de Coquimbo —el cual fue inaugurado en 1958, durante la alcaldía de Luis Aguilera Báez—, y fue parte de la comisión encargada de gestionar la construcción del camino internacional entre Coquimbo y San Juan (Argentina), siendo su presidenta y a la vez directora del Comité de Defensa de la Provincia de Coquimbo.
Se presentó a la reelección como regidora de Coquimbo en las elecciones de 1960 y 1963, sin resultar vencedora. Posterior a su gestión como alcaldesa, Cristina Pozo visitó el Archivo General de Indias en Sevilla y solicitó una copia de un escudo que apareció en un mapa que mencionaba el topónimo «Coquimbo», asociándolo como posible primer escudo del puerto; investigaciones posteriores señalaron que el escudo señalado correspondía a una variante del escudo de La Serena, dado que se utilizaba de manera indistinta los topónimos «Coquimbo» y «La Serena» para referirse tanto a la ciudad fundada en 1544 como a las áreas cercanas, incluido el puerto actualmente conocido como Coquimbo.
Falleció en su casa en la avenida Ossandón de Coquimbo el 24 de mayo de 1993. En 2023 una calle del sector Altos del Rosario 6 en la comuna de Coquimbo fue bautizada como Cristina Pozo Carmona, en homenaje a la exalcaldesa.